# Thomson (Illinois)
Thomson liegt im Carroll County im Nordwesten des US-amerikanischen Bundesstaates Illinois an der Illinois State Route 84 in der Nähe des Mississippi. Das U.S. Census Bureau hat bei der Volkszählung 2020 eine Einwohnerzahl von 1.610 ermittelt.
Nördlich des Ortes befindet sich mit dem Thomson Correctional Center ein modernes, aber größtenteils ungenutztes Hochsicherheitsgefängnis.
Thomson ist bekannt für den Anbau von Wassermelonen, was dem Ort den Spitznamen Melon Capital of the World eingebracht hat.

## Geografie
Thomson liegt auf 41° 57′ 31″ nördlicher Breite und 90° 05′ 56″ westlicher Länge etwa 1,5 km östlich des Mississippi, 15 km nordwestlich von Clinton, Iowa, 60 km nordöstlich der Quad Cities und rund 190 km westlich von Chicago. Der Ort hat eine Fläche von 5,7 km², die ausschließlich aus Landfläche bestehen.

## Demografische Daten
Bei der Volkszählung im Jahre 2000 wurde eine Einwohnerzahl von 559 ermittelt. Diese verteilten sich auf 234 Haushalte in 160 Familien. Die Bevölkerungsdichte lag bei 253,2/km². Es gab 244 Gebäude, was einer Dichte von 42,6/km² entspricht.
Die Bevölkerung bestand im Jahre 2000 aus 97,32 % Weißen, 0,54 % Indianern, 0,89 % Asiaten und 0,36 % anderen. 0,89 % gaben an, von mindestens zwei dieser Gruppen abzustammen. 0,54 % der Bevölkerung bestand aus Hispanics, die verschiedenen der genannten Gruppen angehörten.
23,6 % waren unter 18 Jahren, 8,2 % zwischen 18 und 24, 24,2 % von 25 bis 44, 23,3 % von 45 bis 64 und 20,8 % 65 und älter. Das durchschnittliche Alter lag bei 41 Jahren. Auf 100 Frauen kamen statistisch 91,4 Männer, bei den über 18-Jährigen 87,7.
Das durchschnittliche Familieneinkommen bei $41.250. Das Einkommen der Männer lag durchschnittlich bei $39.000, das der Frauen bei $22.143. Das Pro-Kopf-Einkommen lag bei $17.261. Rund 4,5 % der Familien und 6,7 % der Gesamtbevölkerung lagen mit ihrem Einkommen unter der Armutsgrenze.

## Gefängnis
Das Thomson Correctional Center wurde im Jahre 2001 eröffnet, aber der 1600 Haftplätze umfassende Hochsicherheitstrakt ist bis 2009 noch nicht genutzt worden. Einzig der als minimum security unit geführte 200 Haftplätze umfassende Bereich wurde seit 2006 mit durchschnittlich 150 Häftlingen belegt.
Am 15. Dezember 2009 ordnete Präsident Barack Obama an, das ungenutzte Staatsgefängnis in Thomson für die Unterbringung einer begrenzten Anzahl von Terrorverdächtigen vorzubereiten.